# مغنولية أمازونية
مغنولية أمازونية (الاسم العلمي:Magnolia amazonica) هي نوع من النباتات تتبع جنس المغنولية من الفصيلة المغنولات. تم وصف هذا النوع من النبات علمياً لأول مرة من قبل أدولفو داكي وGovaerts سنة 1996. سمي هذا النوع نسبةً إلى حوض الأمازون.